# Villa Excélsior
Villa Excélsior es una de las casas de indiano más conocidas de Asturias gracias a la majestuosidad del edificio. Se encuentra en Almuña, cerca de la villa de Luarca, en el municipio de Valdés. Después de un largo periodo de abandono y ruina, el edificio fue adquirido en 2010 para ejecutar un proyecto de restauración y convertirlo en un complejo hotelero.

## Descripción

### Edificio
La casa fue levantada en 1912 por Manuel Méndez de Andés tras recibir una importante herencia de su tío, un emigrante indiano que había creado en Argentina la empresa La Abundancia, cuyo producto más conocido eran los cigarrillos Excélsior. 
El proyecto corrió a cargo del arquitecto asturiano Manuel del Busto. Se trata de un palacio de grandes dimensiones que entremezcla los estilos clásico y modernista. Destacan sus miradores, cristaleras y su torre con cúpula de escamas. La finca cuenta además con dependencias auxiliares, capilla y cuadras decoradas con azulejos de La Cartuja (Sevilla).
La obra de Manuel del Busto mezcló diferentes elementos historicistas que recordaban a la arquitectura del Medioevo, el clasicismo y  el modernismo, interpretándolos como un solo y único estilo, asumiendo los defectos y las exageraciones de todos ellos. Destacan en el edificio, con una planta rectangular de 600m2, las galerías, balcones, porches, terrazas, cubiertas y, especialmente, las ventanas multiformes, que no atienden a especial tendencia pero que imponen por su grandilocuencia.

### Jardines
Los jardines de la finca fueron diseñados por Pedro Múgica y contaron con presencia de numerosas especies de árboles de diferentes lugares del planeta.

### Proyectos
Su última inquilina fue Esther Méndez de Andés, que falleció en 1999 a los 99 años. Desde entonces, el caserón ha pasado por un largo periodo de abandono y ha sufrido innumerables saqueos. El actual proyecto de restauración para su reconversión en hotel data de 2015. En 2016 comenzaron las obras cuyo desarrollo continúa en ejecución.